# Checkendon
Checkendon – wieś w Anglii, w hrabstwie Oxfordshire, w dystrykcie South Oxfordshire. Leży 28 km na południowy wschód od Oksfordu i 64 km na zachód od Londynu. W 2001 miejscowość liczyła 479 mieszkańców.